# Holcocera irenica
Holcocera irenica é uma espécie de mariposa do gênero Holcocera pertencente à família Coleophoridae.